# Jorge Rosiñol Abreu
Jorge Rosiñol Abreu (Ciudad del Carmen, Campeche; 18 de septiembre de 1958) es un político mexicano. Es miembro del Partido Acción Nacional  fue diputado local de Campeche por el Distrito VIII (2000-2003), Alcalde del municipio de Carmen (2003 - 2006) y diputado federal plurinominal por Campeche (2012-2015).

## Trayectoria
Jorge Rosiñol Abreu es ingeniero agrónomo por la Escuela Superior de Agricultura Hermanos Escobar, en Ciudad Juárez, Chihuahua. Tiene un diplomando en Comercio Exterior por la Universidad Autónoma del Carmen y otro en Dirección Empresarial.
Desde 1982, ha sido administrador de Ranchos Ganaderos y empresas en el Municipio del Carmen, Campeche. Del año 1991 a 1993 fue delegado de la Confederación Nacional Ganadera por la Unión Ganadera Regional de Campeche. Alternó sus actividades para también llevar el cargo de Presidente del Consejo de la ARIC Frigorífico de Campeche, de 1992 a 1996. 
En el año de 1997 fue administrador único de Súper Carnes San Jorge, S.A. de C.V. hasta el año 2002. De 2000 a 2003. Fue elegido diputado local para la LVII Legislatura del H. Congreso del Estado de Campeche para el periodo 2000-2003. De 2003 a 2006 fue presidente municipal de Ciudad del Carmen. Ese mismo año se reincorporó a sus actividades empresariales, hasta septiembre de 2012 que asumió el cargo de diputado federal por el PAN.
Como empresario ha sido el administrador de Ranchos Ganaderos Pital, Santa Guadalupe, San Antonio y Teniente en el Municipio del Carmen, Campeche. 
En el 2012 mediante una elección interna dentro del PAN representa al Estado de Campeche como diputado Plurinominal de la Cámara de Diputados (México) en la LXII Legislatura del Congreso de la Unión de México y representa al II Distrito Electoral Federal del Estado de Campeche.
Fue candidato del PAN a la gobernatura del Estado de Campeche quedando en segundo lugar con un 31.15% frente a un 40.46% del priista Alejandro Moreno Cardenas.